# تولون، منیتوبا
تولون (به انگلیسی: Teulon) یک منطقهٔ مسکونی در کانادا است که در منیوبا واقع شده‌است. تولون ۱٬۲۰۱ نفر جمعیت دارد.